# Мари, Джакомо
Джакомо Мари (итал. Giacomo Mari; 17 октября 1924, Весковато, Италия — 16 октября 1991, Кремона, Италия) — итальянский футболист, выступавший за сборную Италии. Участник двух чемпионатов мира и олимпийских игр 1948. Лучшие годы карьеры провёл в «Ювентусе» и «Сампдории», в «Юве» играл с легендарным Карло Паролой.

## Клубная карьера
Родился 17 октября 1924 года в городе Весковато. Воспитанник футбольной школы клуба «Кремонезе». Взрослую футбольную карьеру начал в 1941 году в основной команде того же клуба, в котором выступал до 1946 года, приняв участие в 59 матчах чемпионата.
С 1946 по 1949 год играл в составе «Аталанты» в Серии А.
Своей игрой за последнюю команду привлёк внимание представителей тренерского штаба клуба «Ювентус», к составу которого присоединился в 1949 году. Сыграл за «старую сеньору» следующие четыре сезона своей игровой карьеры. Большую часть времени, проведённого в составе «Ювентуса», был основным игроком команды. За это время дважды завоевывал титул чемпиона Италии.
Летом 1953 года заключил контракт с клубом «Сампдория», в составе которого провёл следующие три года своей карьеры игрока. Играя в составе «Сампдории» также выходил на поле в основном составе команды.
С 1956 года четыре сезона защищал цвета «Падовы». Тренерским штабом клуба также рассматривался как игрок «основы».
Завершил профессиональную игровую карьеру в родном клубе «Кремонезе», с которым работал в статусе играющего тренера в сезоне 1960/61 в Серии С.

## Выступления за сборную
В 1948 году был участником футбольного турнира на Олимпийских играх 1948 года в Лондоне, где дебютировал в официальных матчах в составе национальной сборной Италии, сыграв в обоих матчах на турнире.
Впоследствии в составе сборной был участником чемпионата мира 1950 года в Бразилии и чемпионата мира 1954 года в Швейцарии, на каждом из которых сыграл по одному матчу, причём матч в Швейцарии против хозяев (1:4) стал для него последним.
В течение карьеры в национальной команде, которая длилась 7 лет, провёл лишь 8 матчей.

## Карьера тренера
Начал тренерскую карьеру, ещё продолжая играть на поле в 1960 году возглавив тренерский штаб клуба «Кремонезе». В дальнейшем возглавлял команды «Падова», «Таранто», «Мантова», «Казертана» и «Равенна».
Последним местом тренерской работы был клуб «Крема», команду которого Джакомо Мари возглавлял как главный тренер до 1975 года.
Умер 16 октября 1991 года на 67-м году жизни в городе Кремона.

## Статистика выступлений
| Сезон        | Клуб         | Чемпионат | Чемпионат | Чемпионат |
| Сезон        | Клуб         | Лига      | Игр       | Голов     |
| ------------ | ------------ | --------- | --------- | --------- |
| 1940-41      | «Кремонезе»  | C         | 5         | 0         |
| 1941-42      | «Кремонезе»  | C         | 0         | 0         |
| 1942-43      | «Кремонезе»  | B         | 21        | 0         |
| 1944         | «Кремонезе»  | АИ        | 3         | 0         |
| 1945-46      | «Кремонезе»  | B-C       | 30        | 0         |
| 1946-47      | «Аталанта»   | A         | 35        | 0         |
| 1947-48      | «Аталанта»   | A         | 40        | 4         |
| 1948-49      | «Аталанта»   | A         | 38        | 4         |
| 1949-50      | «Ювентус»    | A         | 38        | 4         |
| 1950-51      | «Ювентус»    | A         | 34        | 2         |
| 1951-52      | «Ювентус»    | A         | 31        | 2         |
| 1952-53      | «Ювентус»    | A         | 30        | 1         |
| 1953-54      | «Сампдория»  | A         | 34        | 1         |
| 1954-55      | «Сампдория»  | A         | 32        | 2         |
| 1955-56      | «Сампдория»  | A         | 4         | 1         |
| 1956-57      | «Падова»     | A         | 31        | 1         |
| 1957-58      | «Падова»     | A         | 29        | 1         |
| 1958-59      | «Падова»     | A         | 26        | 1         |
| 1959-60      | «Падова»     | A         | 24        | 0         |
| 1960-61      | «Кремонезе»  | C         | 28        | 1         |
| Всего Лига A | Всего Лига A |           | 426       | 24        |